# 3. лака дивизија (Немачка)
3. лака дивизија (понекад се означава као лака механизована или као лака оклопна како би се правила разлика са лаким пешадијским дивизијама) формирана је новембра 1938. године. Борила се приликом инвазије на Пољску 1939. године. Како су током кампање уочени неки неостаци у организацији дивизија је реорганизована као 8. оклопна дивизија октобра 1939. године.
Као 8. оклопна дивизија борила се у бици за Француску 1940. године а потом је била на дужности у окупираној Француској све док се није пребачена на исток како би учествовала у операцији Барбароса 1941. године. На Источном фронту борила се до краја рата учествујући у борбама на свим секторима. Пред сам крај рата повукла се у Мађарску, па у Чехословачку где се предала Црвеној армији.

## Ратни злочини
Током 4. септембра 1939. године војници припадници ове дивизије ушли су у регион Катовица где су наишли на отпор локалног пољског становништва. У знак одмазде 80 ратних заробљеника изведено је на Кошћушка трг где су их немачки војници побили.